# ESU
ESU (ang. European Size Unit) – Europejska Jednostka Wielkości – wyraża się za jej pomocą wielkość (siłę) ekonomiczną gospodarstw rolnych, czyli ich dochodowość.
1 ESU = 1200 EUR
Wielkość (siła) ekonomiczna gospodarstw rolnych wyliczana jest na podstawie „Regionalnych Współczynników Standardowych Nadwyżek Bezpośrednich” (ang. SGM – Standard Gross Margin).
Standardowa nadwyżka bezpośrednia (SGM)  dla produktu rolnego to standardowa (średnia z trzech lat w określonym regionie) wartość produkcji uzyskiwana z 1 hektara lub od 1 zwierzęcia, pomniejszona o standardowe koszty bezpośrednie niezbędne do wytworzenia tego produktu.
Ekonomiczną wielkość polskiego gospodarstwa (w ESU) w Polsce oblicza się
z uwzględnieniem podziału obszaru kraju na 4 regiony statystyczne SGM (podział ten wraz z oficjalnymi nazwami został zaprezentowany w aneksie do Traktatu
o przystąpieniu Rzeczypospolitej Polskiej do Unii Europejskiej) :
a)	Region Pomorze i Mazury (województwo: lubuskie, zachodniopomorskie, pomorskie, warmińsko–mazurskie),
b)	Region Wielkopolska i Śląsk (województwo: wielkopolskie, kujawsko–pomorskie, dolnośląskie, opolskie),
c)	Region Mazowsze i Podlasie (województwo: podlaskie, mazowieckie, łódzkie, lubelskie),
d)	Region Małopolska i Pogórze (województwo: świętokrzyskie, śląskie, małopolskie, podkarpackie).
Aby obliczyć standardową nadwyżkę bezpośrednią gospodarstwa należy przemnożyć areał poszczególnych upraw (bądź ilość hodowanych zwierząt) przez ich współczynniki SGM, a następnie je zsumować.
Na podstawie wyliczonej standardowej nadwyżki bezpośredniej można obliczyć wielkość (siłę) ekonomiczną gospodarstwa rolnego.
ESU = SGM "2002” / 4768,80 
*stały współczynnik dla SGM "2002” stanowiący iloczyn 1200 euro i 3,9740 (kursu euro).
Za żywotne ekonomicznie uznaje się gospodarstwa rolne o wielkości co najmniej 4 ESU.